# Марио Жардел
Марио Жардел (на португалски: Mário Jardel) е бразилски футболист, бивш национал. Двукратен носител на Златната обувка. Играл е и за българския отбор Черно море (Варна).

## Кариера
Жардел започва кариерата си в бразилския клуб Феровиарио Атлетико (Форталеза), за който играе от 1989 до 1991 г. През 1991 подписва с Вашко да Гама. С този отбор печели 3 пъти шампионата на щата Рио де Жанейро. През 1995 е купен от Гремио Порто Алегре. През сезон 1995/96 печели Копа Либертадорес и става голмайстор на турнира с 12 попадения. Жардел е искан от Бенфика и Глазгоу Рейнджърс, но накрая подписва с Порто. За него вкарва общо 169 гола в 166 мача, а през 1999 печели „Златната обувка“ с 36 попадения. За четири сезона при „Драконите“ Жардел става голмайстор на португалското първенство 4 пъти. През лятото на 2001 г. подписва с тогавашния носител на Купата на УЕФА – Галатасарай. Още в дебюта си вкарва 5 попадения. В 43 мача вкарва 34 гола. Марио става любимец на феновете и си спечелва прякора Супер Марио. През следващия сезон се завръща в Португалия, този път облича екипа на Спортинг Лисабон. Отново става голмайстор на шампионата с 42 гола в 30 мача. През 2002/03 е следван от травми. Изгубва доверието на треньора и отива в Болтън. Жардел е преследван отново от травми и не успява да се наложи при англичаните. През 2004 г. играе под наем в Анкона. После опитва късмета си в Депортиво Алавес, Нюелс Олд Бойс и Гояс. После играе и за Бейра-Мар. Там вкарва 3 гола в 11 мача. След това играе за Анортосис, Нюкасъл Джетс и Крисуима. После се завръща във Феровиарио Атлетико. През 2010 г. играе за Фламенго Терезина. Тогава решава да подпише договор с българския клуб ФК Черно море (Варна). Това става факт на 28 юни 2010, когато той е официално представен. Жардел подписва контракт за 1 сезон. Дебютира срещу Локомотив Пловдив, като влиза в игра в 82-рата минута. Първия си гол за „моряците“ вкарва на 31 октомври 2010 г. срещу Локомотив (София). От 2011 г. играе в аматьорския ФК Рио Негро.

## Лични награди
- Носител на „Златна обувка“ – 1999, 2002
- Носител на „Сребърна обувка“ – 1997
- Носител на „Бронзова обувка“ – 2000
- Голмайстор на Копа Либертадорес – 1995
- Голмайстор на Шампионската лига – 1999/2000
- Голмайстор на Португалската Лига Сагреш – 1996/97, 1997/98, 1998/99, 1999/2000, 2001/02
- Футболист на годината в първенството – 1997, 1999, 2002
- Футболист на годината в Португалия – 2002
- Най-ефективен голмайстор на националните първенства – 1999 (1,125 гола на мач), 2002 (1,4 гола на мач)